# Talua Theological Training Institute

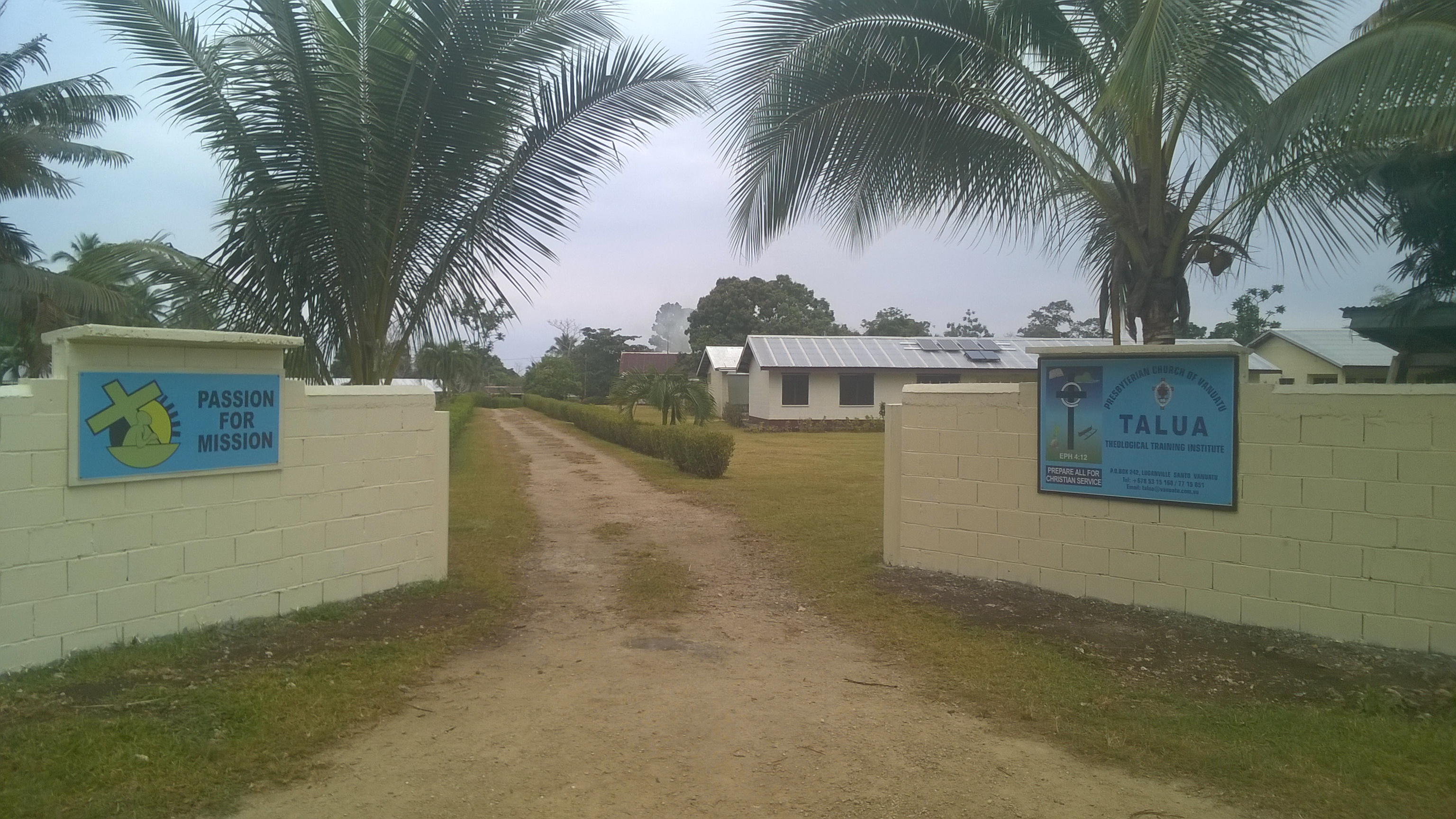
Eingang zum Talua Theological Training Institute

Das Talua Theological Training Institute (früher: Talua Ministry Training Centre) ist ein Bibel-College der Presbyterian Church of Vanuatu in Vanuatu. Es liegt an der Südküste, in der Nähe von Luganville, auf der Insel Espiritu Santo.
Talua wurde 1986 als Zusammenschluss des Presbyterian Bible College auf der Insel Tangoa und des Aulua Theological Training Centre auf der Insel Malekula gegründet. Der Name Talua ist die Zusammenfügung aus TAngoa und AuLUA.
Talua bietet ein Diplom in Theologie an, welches akkreditiert wird durch die South Pacific Association of Theological Schools, sowie einen Bachelor of Ministry (Asia Theological Association).
2001 hatte das College 67 Vollzeit-Studenten. Das College hat Residenzpflicht. Alle Mitarbeiter und Studenten leben auf dem Campus. Principal ist derzeit Pastor Philip Baniuri.